# Stratifikace národnostního rozložení Číny
Vzhledem k velikosti rozlohy, k množství populace a především k diverzitě obyvatelstva Číny, dochází v Čínské lidové republice k výrazné sociální stratifikaci – jedná se o přirozený proces, který nastává v určité míře v jakékoliv společnosti. Čínská společnost je v rámci procesu sociální stratifikace rozdělena podle mnoha různých kritérií, nejvýraznějšími jsou v současnosti příslušnost k etnické menšině/většině, politická moc a ekonomický kapitál.

## Sociální stratifikace
Sociální stratifikace je termín pro rozdělení společnosti neboli pro sociální rozvrstvení, jehož základem je nerovnost. Nerovností může být myšleno jakékoliv kritérium, které je pro člověka či prostředí, ve kterém žije, charakteristické - tedy například věk, pohlaví, náboženství, národnost, sociální a ekonomické postavení, a další… Třemi pilíři, na kterých je postavena sociální stratifikace moderní společnosti, jsou majetek, vzdělání a moc (= schopnost ovládat a ovlivňovat chování a jednání druhých). Sociální stratifikaci lze dělit na vertikální a horizontální. Vertikální sociální stratifikací míníme rozdělení společnosti na základě ekonomického kapitálu, politické moci či prestiže povolání, oproti tomu horizontální sociální stratifikace značí sociální rozvrstvení dle např. místa bydliště.
K sociální stratifikaci v určité formě dochází v každé společnosti, a Čínská lidová republika není výjimkou. Naopak, vezmeme-li v potaz rozlohu, velikost populace, a především diverzitu obyvatelstva, neboli množství etnických menšin žijících na tomto území, je zcela logické, že zde dochází k relativně výrazné sociální stratifikaci. Čínská lidová republika roku 1949 oficiálně uznala 55 etnických minorit (少数民族) a etnickou majoritu Chan. Nicméně, existují stovky ne-li tisíce různých etnických menšin na území Číny, které ovšem nesplňují kritéria, aby mohly být klasifikovány jako oficiální etnické menšiny, či byly zařazeny jako “podskupiny” již existujících etnických menšin. Majorita Chan tvoří více než 90% populace, což může být jeden z důvodů, proč je sociální stratifikace v Číně tak markantní. Mezi nejpočetnější menšiny patří Čuangové (18 mil.), Man-čchuové (15 mil.), Chuejové ( 10 mil.), Miaové ( 9 mil.) a Ujgurové (8. mil.).

## Horizontální sociální stratifikace národnostního rozložení v Číně

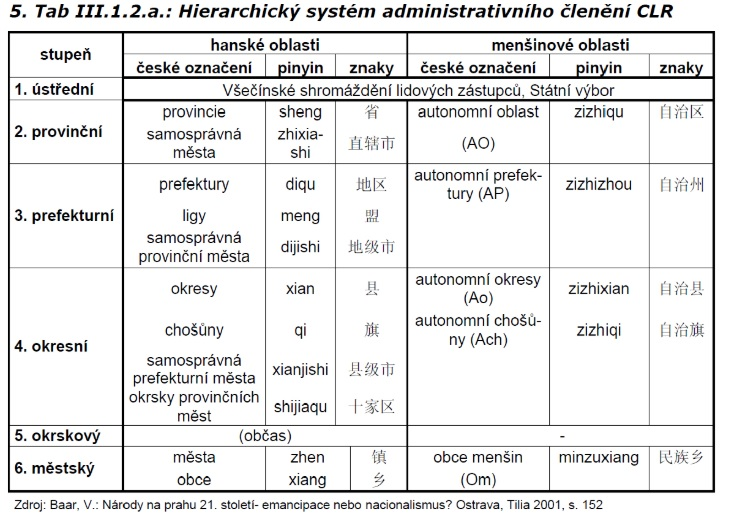
Administrativní členění Číny

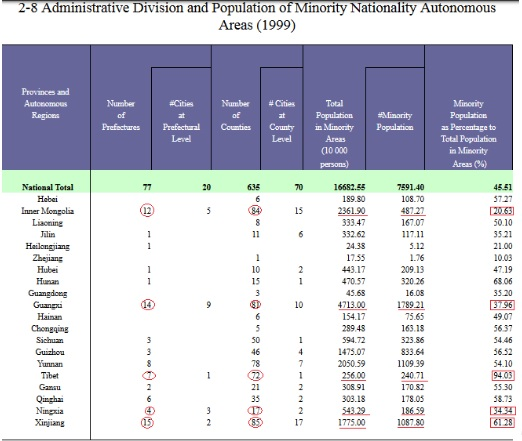
Administrativní jednotky a populace menšin v AO Číny

Čínská lidová republika je na provinční úrovni rozdělena na 22 provincií, 5 autonomních oblastí (Kuan-si, Vnitřní Mongolsko, Tibet, Sin-ťiang, Ning-sia), 4 přímo spravovaná města (Peking, Šanghaj, Čchung-čching, Tchien-ťin) a 2 zvláštní správní oblasti (Macao a Hongkong). Z pohledu národnostního rozložení jsou nejdůležitější pohraniční oblasti, především na západě a jihu, které tvoří autonomní oblasti (AO). Každá z pěti autonomních oblastí (AO; zjednodušená čínstina: 自治区; tradiční čínština: 自治區; pinyin: zìzhìqū) by měla být územím dedikovaným určité etnické menšině - např. Sin-ťiang je autonomní oblastí Ujgurů, Kuan-si je AO Čuangů, Ning-sia je AO menšiny Chuejů,… Nicméně, tato autonomie platí pouze na papíře, ve skutečnosti je totiž každá autonomní oblast dále členěna na prefektury, okresy, atd., které už ovšem nemusí být přičleněny dané etnické menšině - např. AO Sin-ťiang je dedikována primárně Ujgurům, nicméně je rozdělena na 7 prefektur, z nichž pouze dvě jsou majoritně ujgurské, zbylých pět prefektur je přičleněno Kazachům, Mongolům, Chuejům a Kyrgyzům.
Tento jev se nazývá administrativní fragmentace, a je politickým nástrojem k oslabení práv etnických menšin a potlačení síly autonomních oblasti.
Dalším faktem je, že pouze autonomní oblasti Tibet a Sin-ťiang mají většinovou populaci opravdu tvořenou „svou“ etnickou skupinou, ostatní autonomní oblasti jsou z většiny tvořeny Chany. 
| Administrativní složka        | Hlavní etnická skupina | Chanové | 3. nejpočetnější etnická menšina |
| ----------------------------- | ---------------------- | ------- | -------------------------------- |
| Sin-ťiang (Ujgurové)          | 45,21%                 | 40,58%  | 6,74% Kazašši                    |
| Tibet (Tibeťané)              | 92,8%                  | 6,1%    | 0,35% Chuejové                   |
| Vnitřní Mongolsko (Mongolové) | 17,13%                 | 79,17%  | 2,14% Man-čchuové                |
| Ning-sia (Chuejové)           | 33,9%                  | 65,5%   | 1,16% Man-čchuové                |
| Kuan-si (Čuangové)            | 32,0%                  | 62,0%   | 3,0% Jaové                       |

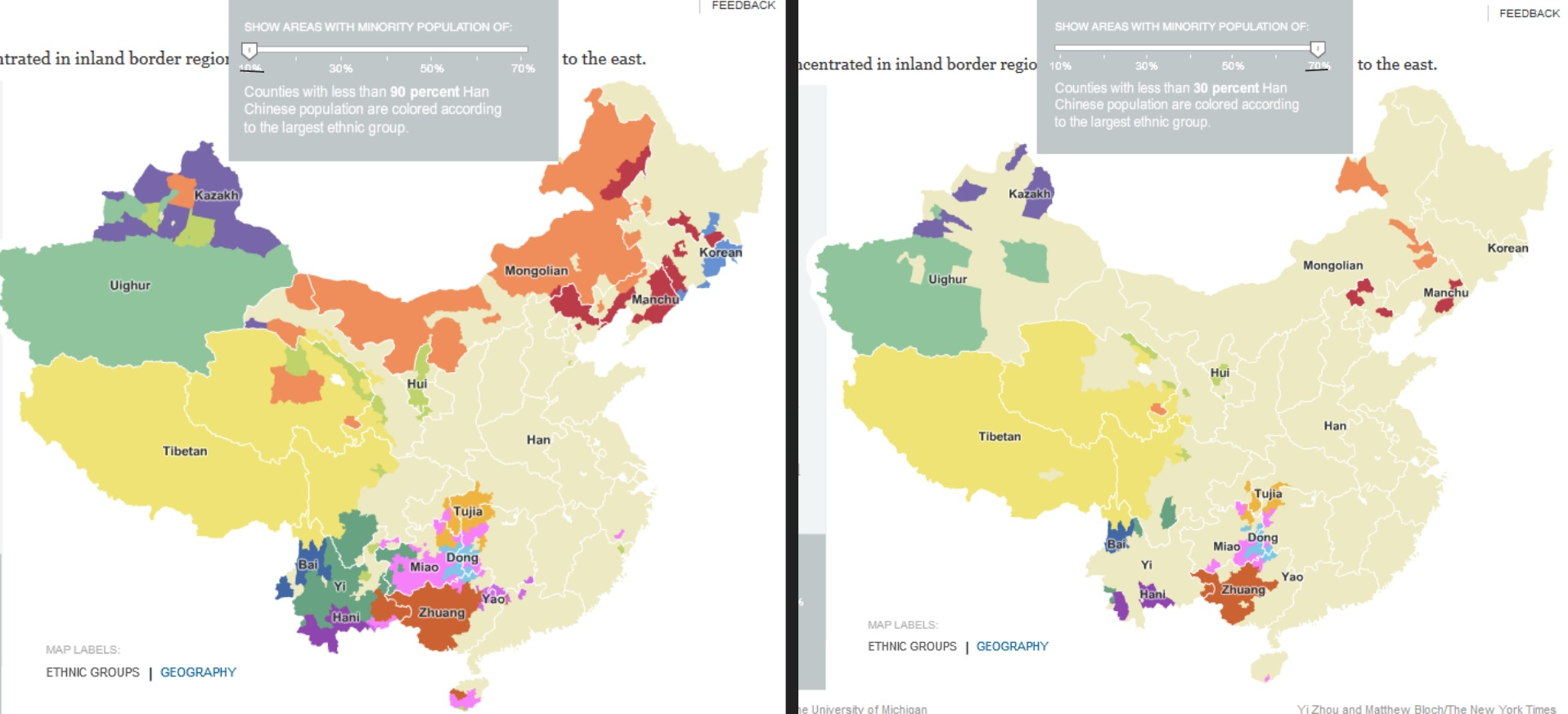
Procentuální rozložení populací etnických menšin. Na obrázku vlevo jsou barevně označeny oblasti, kde Chanové tvoří zhruba 90 % populace a příslušníci určité etnické skupiny zbylých 10 %, oproti tomu na obrázku vpravo jsou barevně vyznačeny oblasti, kde Chanové tvoří pod 30 % obyvatelstva, a většinu tak představuje daná etnická skupina.

Pro shrnutí - autonomní oblasti jsou rozčleněny na mnoho dalších prefektur a okresů, které jsou ovšem majoritně zastoupeny jinými etnickými menšinami = administrativní fragmentace. Zpravidla je tak sice oficiálně AO určena jedné hlavní etnické skupině, nicméně reálně je pomocí rozdělení na etnické prefektury a okresy určena pro dvě a více minorit.

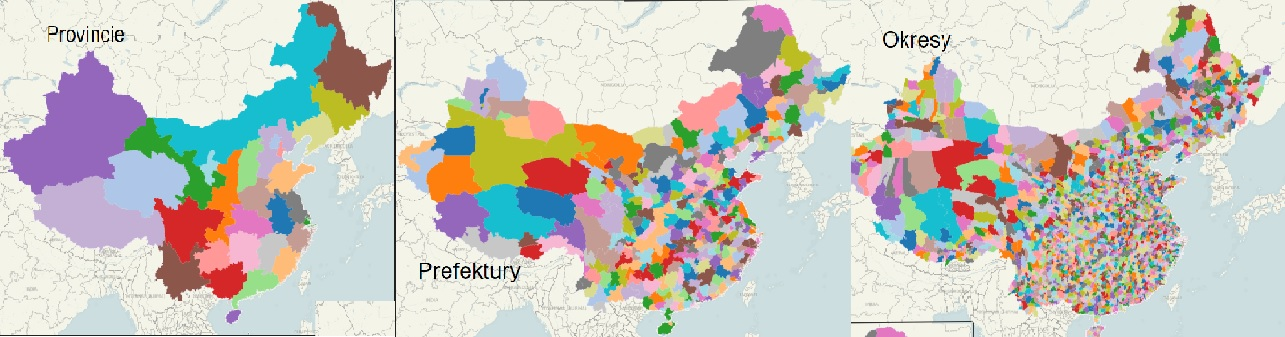
Provincie, prefektury a okresy Číny

“Na úrovni autonomních oblastí bydlí v autonomním regionu jedna třetina etnik (35,54 %), na úrovni autonomních prefektur přibližně polovina (51 %) a na úrovni všech autonomních jednotek (AO, AP i Ao) tři čtvrtiny (75 %) příslušníků etnických menšin.”
Výše zmíněná administrativní fragmentace je jedním z hlavních nástrojů čínské vlády na oslabení etnických menšin a zároveň zviditelnění rozdílů mezi jednotlivými etnickými skupinami. Mezi další takové nástroje patří i procesy chanizace a sinizace. Chanizace je proces, při kterém dochází k osidlování původně nechanských oblastí Chany, což vede k zeslabení nacionalismu etnické menšiny dané oblasti. Druhým procesem je sinizace, což je počínšťování obyvatelstva za pomocí protlačování čínštiny do běžného života, každodenní komunikace,  a v současné době také do masmédií a sociálních sítí.
I když jsou etnické menšiny oficiálně zrovnoprávněny s Chany již od roku 1949, reálně jsou spíše utlačovány a nuceny podřídit se zvykům a očekáváním Chanů - v jaké míře, to záleží na konkrétní etnické skupině. Cílem čínské vlády samozřejmě není pouze "jednotnost" Číny a potlačení zvyklostí menšin, ale především stabilita celé země, proto je logické, že v relativně bezproblémových menšinových oblastech nebudou snahy vlády tak drastické či absolutní jako v oblastech potenciálního konfliktu.
Politické snahy vlády o podporu menšin se nazývají „Jou-chuej Čeng-cche“ (优惠政策) nebo „Šao-šu Min-cu Ťia-fen“ (少数民族加分), a začaly právě v roce 1949. Objevují se zde tři principy: rovnocennost menšin, oblastní autonomie a rovnocennost všech jazyků a kultur. Mezi příklady akcí, které mají pomoci menšinovým oblastem a rodinám, se řadí například oproštění od politiky jednoho dítěte - menšinové rodiny mohou mít libovolný počet dětí, což je pro ně, vezmeme-li v potaz skutečnost, že menšiny žijí v rurálních oblastech a jejich hlavním, a velmi často jediným, zdrojem obživy je pěstování a chov, velmi důležité.
Dále menšiny neplatí daně centrální vládě, ale místo toho se s nimi nakládá na lokální úrovni. Vláda je také ochotna výměnou za vyšší množství zemědělských plodin poskytnout infrastrukturální dotace ve formě školení, rozpočtových půjček,...
Uchazeči o studium na vysoké škole z řad menšin také dostávají body navíc v National Higher Education Entrance Examination (kao-kchao). Také byly založeny bilingvní programy, které zajišťují výuku standardní čínštiny pro příslušníky etnických menšin.
Nicméně, tato opatření schválená ve prospěch menšin, mají negativní dopad na Chany. Například již zmíněné rozdávání bodů navíc při zkouškách vedlo k tomu, že se mnoho chanských studentů vydávalo za příslušníky etnických menšin s cílem získat body navíc. Taktéž úlevy menšin od politiky jednoho dítěte vedly k tomu, že Chanové z měst odjížděli do rurálních oblastí či do oblastí menšin s nadějí, že uniknou sankcím za druhé dítě, které se tak ovšem velmi často narodilo bez náležitých dokumentů a sociálního čísla, které by mu umožňovaly cestovat a normálně fungovat ve společnosti. Vzhledem k negativním dopadům na čínskou společnost, se od Jou-chuej Čeng-cche upouští.
Dalším faktem je, že tyto snahy nemusely být nutně upřímnou snahou o zlepšení života příslušníků etnických menšin, ale spíše nástrojem, jak menšiny donutit co nejvíce se přiblížit standardům Chanů. Studenti vysokých škol z řad menšin se často přizpůsobují právě chanskému způsobu života a upouštějí od svých tradic, bilingvní programy, které na první pohled mají pomoci etnickým menšinám začlenit se, mohou být pouze nástroje sinizace.